# Wohlthatmassiv
Das Wohlthatmassiv ist ein großes Gebirgsmassiv östlich der Orvinfjella im ostantarktischen Königin-Maud-Land. Es besteht aus einzelnen Gebirgen und Bergketten wie dem Alexander-von-Humboldt-Gebirge, den Petermannketten und dem Otto-von-Gruber-Gebirge. Höchste Erhebung ist mit 2970 m der Zwieselberg.
Das Wohlthatmassiv wurde von der Deutschen Antarktischen Expedition 1938/39 unter der Leitung von Alfred Ritscher entdeckt, mit Hilfe von Luftaufnahmen dokumentiert und nach Helmuth Wohlthat (1893–1982) benannt, der als Ministerialdirektor im Reichswirtschaftsministerium mit der Organisation der Expedition befasst war.